# 阿姆菲克利亚-埃拉蒂亚
阿姆菲克利亚-埃拉蒂亚（希臘語：Αμφίκλεια-Ελάτεια）是希腊中希臘大區弗西奥蒂斯专区的市镇，行政中心为下蒂索雷阿镇。市镇面积为533.3平方公里，2021年人口数量为8,376人。
此市镇设立于2011年地方政府改革中，由原3个市镇合并而成，原市镇则成为此市镇的3个市区。